# Ordway (Kolorado)
Ordway – miasto w Stanach Zjednoczonych, w stanie Kolorado, siedziba administracyjna hrabstwie Crowley.